# Чак Макан
Чарлс Џон Томас Макан (енгл. Charles John Thomas McCann; 2. септембар 1934 — 8. април 2018), познатији као Чак Макан (енгл. Chuck McCann), био је амерички глумац, гласовни глумац и телевизијски водитељ. Био је најпознатији као водитељ емисија за децу, а уз то је имао и своју емисију The Chuck McCann Show. Такође је снимао комичне албуме.